# یاسوکه
یاسوکه (انگلیسی: Yasuke؛ به ژاپنی: 弥助 ،弥介؛ تلفظ ژاپنی: [jasɯ̥ke]) یک برده از اهالی آفریقا در دوره سنگوکو در ژاپن بود که برای خاندان اودا خدمت می‌کرد. یاسوکه به مدت ۱۵ ماه بین سال‌های ۱۵۸۱ و ۱۵۸۲ به  دایمیوی ژاپنی؛ اودا نوبوناگا تا زمان مرگ اودا در حادثه معبد هوننو خدمت کرد.
او همانند تصویر یک خدمتکار بسیار وفادار بود و مسئولیت باد زدن اودا نوبوناگا و همچنین حمل کاتانای وی در جنگ‌هایش را داشت.